# Дан младости
Дан младости (словен. Dan mladosti) био је омладински празник у СФР Југославији, који се од 1945. до 1989. обележавао сваког 25. маја. Био је повезан са рођенданом доживотног председника СФРЈ Јосипа Броза Тита (1892—1980), који је рођен 7. маја, али је рођендан прослављао 25. маја. Један од мотива за обележавање овог датума, као његовог рођендана, била је чињеница да је 25. маја 1944. успео да избегне сигурну смрт приликом немачког ваздушног деснта на Дрвар. Прослава Титовог рођендана као општег празника младих почела је маја 1945, а на његов предлог почетком 1957. прерасла је у Дан младости, који је у СФРЈ последњи пут обележен 25. маја 1989. године.
Главни симбол Дана младости била је штафетна палица коју је више стотина хиљада омладинаца носило кроз читаву Југославију, а 25. маја је предавана Јосипу Брозу Титу на масовној гимнастичкој приредби (слету) који је од 1955. организован на стадиону ЈНА у Београду. У првом периоду 1945—1956. ношено је више штафетних палица — Титових штафета (мкд. Титова штафета, словен. Titova štafeta), а у периоду 1957—1987. ношена је само једна — Штафета младости (словен. Štafeta mladosti). Након смрти Јосипа Броза Тита, 1981—1987. штафету је примао председник Савеза социјалистичке омладине Југославије (ССОЈ), друштвено-политичке организације која је била организатор ове манифестације. Ношење штафете укинуто је 26. јануара 1988, након скандала око штафете који је избио у Словенији претходне године. Последњи слет на стадиону ЈНА организован је 25. маја 1988. године. Савезна конферецнија ССО Југославије усвојила је 24. марта 1989. нову фестивалску концепцију прославе Дана младости чиме је укинут традиционални слет.

## 25. мај
Доживотни председник СФРЈ и СКЈ Јосип Броз Тито (1892—1980) рођен је 7. маја 1892. у Кумровецу у Хрватском Загрорју. Пошто се током година револуционарног рада често користио лажним документима, као датум свог рођења временом је узео 25. мај. Према Титовом биографу историчару Владимиру Дедијеру први документ у коме као датум његовог рођења стоји 25. мај је војнички документ из аустрогарске војске настао током његовог служења војног рока 1913. године. Као разлог за узимања погрешног датума рођења, Дедијер сматра чињеницу да су Титови родитељи имали петнаесторо деце и да су вероватно побркали кад се ко тачно родио, а посебно јер је у то време на селу владао обичај да се датуми рођења везују за одређене пољске радове. У току окупације Југославије, Иван Стево Крајачић успео је да у Загребу дође до тог аустроугарског војног документа и послао га Титу, који се тада налазио у Јајцу. Пошто је овај датум прихватио као датум свог рођења, на предлог његових сабораца у пролеће 1944. у ослобођеном Дрвару организоване су припреме за обележавање Титовог 52 рођендана, али до тога није дошло због немаког ваздушног десанта, извршеног 25. маја 1944. године. Приликом припрема операције „Коњићев скок” Немци су пронашли документ у коме се као дан Титовог рођења наводио 25. мај и одлучили да тај дан искористе за почетак операције. Неупех немачке акције у Дрвару, додатно је утицао да се као дан Титивог рођендана обележава 25. маја, а не 7. маја када је заиста рођен.

## Титова штафета 1945—1956.

### 1945—1947.
У пролеће 1945, када су још увек вођене завршне операције за ослобођење Југославије, омладинци из Крагујевца одлучили су да свечано прославе 53 рођендан маршала Тита. На предлог Јосифа Прохаске, предавача физичке културе у Крагујевачкој гимназији и некадашњег члана Соколског друштва, одлучено је да се тим поводом организује ношење штафете. Овај предлог Окружни комитет СКОЈ за Крагујевац послао је Централом одбору Уједињеног савеза антифашистичке омладине Југославије (УСАОЈ), који је након неколико дана јавио да је предлог прихваћен. У одговору је назначено да ће омладина сваке републике послати по једну штафету, а да је омладини Крагујевца, као иницијатору, одборено да пошаље своју посебну штафету у Београд. Један од главних организатора крагујевачке штафете био је Аца Стефановић, члан Окружног комитета СКОЈ, који је замолио раднике крагујевачког Војно-техничког завода да им израде штафетну палицу — дугуљасти цилиндар од сјајног лима. Како се омладинцима није допала израђена штафета, одлучили су да уместо штафете Титу поклоне поздраве и честитке омладинаца из свих села и места крагујевачког округа. Свим активима омладине послали су хатрију истог формата и препустили омладини да сами испишу поздраве, a када су прикупљени сви листови са поздравима око 15.000 омладинаца, повезани су у велику Плаву књигу.
Након иницијативе крагујевачке омладине, Централни одбор УСАОЈ је 10. априла 1945. упутио допис свим организацијама, у коме се између осталог каже:
| „ | ... Уочи 53 рођендана друга Тита наше одрељење за спорт и фискултуру организоваће масовна омладинска штафетна трчања широм Југославије. Млади тркачи носиће лепо израђене палице и у њима писмену честитку о рођендану нашег маршала и понеће у Београд поздраве народа, који ће их путем дочекивати... | ” |

Поводом Титовог рођендана 1945. организоване су разне гимнастичке приредбе широм Југославије — на Кошутњаку у Београду одржан је дводневни слет, а слични скупови одржани су у Пожаревцу, Скопљу, Сомбору, Мостару, Чачку, Сарајеву и другим местима. Прве године ношено је укупно девет штафета — шест републичких штафета и штафете Југословенске армије, Трста и Јулијске крајине, као и штафета Шумадије из Крагујевца. У ношењу првих Титових штафета учествовало је преко 12.500 омладинаца, који су претрчали трасу дугу 9.000 километара. Дочек свих штафетних палица организован је на Славији у Београду, 24. маја у периоду од 16 до 18 часова. Више хиљада Београђана, дочекало је носиоце штафета, а посебно групу из Крагујевца. Након завршеног скупа на Славији, носиоци штафета су кренули према Белом двору на Дедињу, где их је дочеко Митар Бакић, шеф Кабинета председника Владе ДФЈ, који је у његово име примио штафете, с обзиром да се Тито тада налазио у Загребу. Сутрадан 25. маја 1945. окупљени су последњи носиоци штафета и авионом превезени у Загреб, где их је примио Јосип Броз Тито. Међу омладинаца које је примио у Загребу, између осталих, били су — Томо Мијаиловић из Херцег Новог, Лалица Аксентијевић из Београда, Душан Пантелић из Крагујевца, Мишо Профиловић из Новог Пазара, Виктор Климп из Београда, Влада Лапчевић и троје непознатих омладинца.
Ношење Титових штафета, наредне 1946. организовано је у атмосфери обнове земље, у коју је активно укључена омладина. Три месеца (фебруар, март, април) пред Трећи конгрес УСАОЈ, одржан 11—15. маја 1946, трајало је омладинско такмичење у добровољном раду у коме је учествовало пет и по милиона младих, а 1. априла 1946. почела је прва велика омладинска радна акција на изградњи пруге Брчко—Бановићи. Ове године ношено је 11 штафета — шест републичких штафета и штафете Југословенске армије, градитеља пруге Брчко—Бановићи, Јулијске крајине и Истре, Трста и Београда, које је носило укупно 49.187 омладинаца, а прешле су преко 12.000 километара. Дочек штафета организован је 25. маја 1946. на Теразијама у Београду, одакле су након поздравних говора, последњи носиоци отишли до Белог двора, где су их уручили Јосипу Брозу Титу. Последњи носиоци штафета 1946. били су — Михајло Туртић Павка (Србија), Витомир Черина (Хрватска), Руди Финжгар (Словенија), Бошко Кецман (Босна и Херцеговина), Димо Мојсовски (Македонија), Милан Вуксановић (Црна Гора), Дакуел Оресте (Трст), Бојан Половина (ЈА), Милан Јекић (ОРА Брчко—Бановићи), Јанко Пренчић (Јулијска крајина и Истра) и Станислав Милутиновић (Београд). Године 1947. ношено је дванаест штафета — шест републичких, три штафете Југословенске армије (ваздухопловства, морнарице и копнене војске), штафета градитеља пруге Шамац—Сарајево, Савеза пионира и Београда, које је носило преко 100.000 учесника (пионира, омладинаца и војника), а пређен је пут дуг више од 29.000 километара. Све штафете су 25. маја 1947. свечано дочекане на Теразијама у Београду, након чега су се последњи носиоци упутили ка Белом двору, где су их предали Титу. Последњи носиоци штафета 1947. били су — Мићко Старовић (Босна и Херцеговина), Илија Милијев Петровски (Македонија), Тоне Церер (Словенија), Милисав Ђурић (Србија), Петар Ламза (Хрватска), Велизар Шкеровић (Црна Гора); Војо Лукић, Душан Пичулин и Душан Драгања (Југословенска армија), Бранко Остојић (Савез пионира), Драган Радисављевић (ОРА Шамац—Сарајево) и Матилда Барух (Београд).

### 1948—1950.
Године 1948. број штафета износио је четранест домаћих и једна из иностранства ношена у име Георги Димитрова и народа Бугарске, а ношено је и много локалних штафета. Републичке штафете су ове године пошле из места која су била позната по догађајима из Народноослободилачког рата — штафета Србије из Беле Цркве, Црне Горе из Пљеваља, Босне и Херцеговине из Дрвара, Хрватске из Подгоре, Македоније из Крушева и Словеније са Триглава. Пут главних 14 штафета износио је 43.000 километара, а носило их је преко 150.000 омладинаца. Последњи носиоци који су 25. маја 1948. у Београду предали штафете били су — Ариф Тановић (Босна и Херцеговина), Павле Давковски (Македонија), Иво Кревс (Словенија), Вуксан Булатовић (Србија), Аугуст Просинек (Хрватска) и Радован Мићановић (Црна Гора); Звонко Прагај, Првослав Бацковић и Вељко Барбијери (Југословенска армија), Звонко Фабијанић (Савез пионира), Стеван Грбина (ОРА ауто-пут Београд—Загреб), Светозар Миленковић (ОРА Нови Београд), Милена Затезало (Београд), Карло Прион (Слободна територија Трста) и Дмитар Дражев (Бугарска). Наредне 1949. било је петнаест главних штафета — шест републичких, три штафете Југословенске армије и штафете градитеља ауто-пута Београд—Загреб, градитеља Новог Београда, Савеза пионира, Београда, Слободне територије Трста и посебна штафета граничара Југословенске армије, коју су војници припадници граничних јединица носили уз целу границу ФНР Југославије. Пут главних штафета био је дуг преко 68.000 километара, а носило их је укупно 605.564 учесника, од чега око 200.000 пионира. На предаји штафета у Београду 25. маја 1949. били су — Душан Видовић (Босна и Херцеговина), Миле Тодоровски (Македонија), Здравка Мочник (Словенија), Влада Обрадовић (Србија), Владо Парадиновић (Хрватска) и Јанко Кликовац (Црна Гора); Алојз Ербежник (Југословенска армија), Милан Зараја (граничари ЈА), Павле Кумер (Слободна територија Трста), Бреда Рожељ (Савез пионира), Иван Цестић (ОРА ауто-пут Београд—Загреб), Милутин Луковић (ОРА Нови Београд), Слободан Емерковић (Београд). Свечани дочек носилаца штафета одржан је на Тргу републике у Београду и њему је присуствовало преко 150.000 грађана.
Шеста послератна прослава Титовог рођендана 1950. обележена је најбројнијим учешћем омладине до тада. Ношено је четрнаест главних штафета које је носило близу милион учесника (омладинаца, пионира, војника), а пређено је преко 93.000 километара. Поред стандардних, ове године ношена је и специјална штафета „Поздрав Јадрана” који су преносили веслачи на 1.145 рибарских, спортских и других чамаца, а превалила је више од 860 километара. Дочек штафета 25. маја 1950. организован је на Тргу републике у Београду, где је носиоце дочекало више десетина хиљада грађана. Последњи носиоци штафета, који су их предали Титу на свечаности у Белом двору били су — Милорад Михајловић (Босна и Херцеговина), Љиљана Николовска (Македонија), Радослав Радојковић (Србија), Јанез Полда (Словенија), Вера Радић (Хрватска), Драго Ђуричин (Црна Гора), капетан Фрањо Нинић (Југословенска армија), Миодраг Станишић (граничари ЈА), Љубинка Крешић (Београд), Слободан Стевановић (ОРА Нови Београд), Алдо Петрорио (Трст), Пепца Шварц (Корушка) и Ратомир Илијевски (сељачке радне задруге Војводине).

### 1951—1953
Прослава Титовог рођендана 1951. организована је у јубилраној години десетогодишце почетка Народноослободилачког рата. На симболичан начин штафете су пролазиле кроз историјска места, а у многима су приликом проласка штафете приређиване логорске ватре на којима су партизански првоборци говорили омладини о рату, а посебно о устаничким данима 1941. године. Ове године ношено је шеснаест штафета — шест републичких, две Југословенске армије, штафете Савеза пионира, Београда, Трста и Корушке, као и штафете Савеза бораца, градитеља пруге Бања Лука—Добој, Планираског савеза и Ваздухопловног савеза Југославије, које су прешле преко 128.000 километара. Дочек штафета већ традиционално је организован на Тргу републике у Београду 25. маја 1951, након чега су их последњи носици предали Титу. Међу последњим носиоцима ове године били су — Никола Марушић (Босна и Херцеговина), Миле Ангеловски (Македонија), Соња Розман (Словенија), Милош Милутиновић (Србија), Здравко Драгања (Хрватска), Вукосава Мићуновић (Црна Гора), Љубомир Зец (Југословенска армија), Метод Лампић (граничари ЈА), Љиљана Мисколини (Трст), Јурчек Красник (Корушка), Анте Раштегорац (Савез бораца), Милан Чукић (Београд), Томислав Драговић (Савез пионира), Нишава Новаковић (Савез ваздухопловаца), Јожа Чоп (Савез планинара) и Фрањо Боко (ОРА Бања Лука—Добој).
Наредне 1952. поводом 60 рођендана Јосипа Броза Тита ношене су рекордне 23 главне штафете, које је носило преко милион и по учесника, а прешле су пут дужи од 130.000 километара. Поред стандардних републичких штафета, као и штафета ЈНА, Савеза пионира, Београда, Корушке, Трста, ове године ношене су и штафете разних друштвених и спортских организација — Савеза бициклиста Југославије, Поморско-бродарског савеза, Стрељаког савеза Југославије, Савеза за коњички спорт Југославије, Савеза планинара Југославије, Савеза помораца Југославије, Против авионске заштите, Ауто мото савеза Југославије и др. Штафета омладине Хрватске пошла је из Титовог родног места Кумровеца, а у Црној Гори је око 150 локалних штафета из разних крајева дошло у Титоград, одакле је потом кренула главна штафета омладине Црне Горе. Штафета Југословенске ратне морнарице пошла је из Улциња, након чега је обишла читаву југословенску обалу Јадранског мора. Дочек штафета на Тргу републике у Београду, 25. маја 1952. уприличен је пред више од 100.000 грађана, након чега су их последњи носиоци предали Титу у Белом двору. Последњи носиоци 1952. били су — Алија Јагањац (Босна и Херцеговина), Ратка Камчева (Македонија), Вида Гербец (Словенија), Јовица Ђорђевић (Србија), Софија Пинтарић (Хрватска), Веселин Ђурановић (Црна Гора), Алојз Франчески (Трст), Јанко Огриз (Корушка), Мирослава Урошевић (Београд), потпуковник Богдан Брајовић (Југословенска народна армија), потпуковник Васо Ковачевић (граничари ЈНА), Вера Радман (Савез пионира), Славко Барбарић (АМСЈ), Фрањо Маслец (Савез планинара), Мате Станишић (Савез помораца), Чедомир Ђуричић (Савез ваздухопловаца), Брако Дровеник (Поморско-бродарски савез), Јован Кратохвил (Стрељачки савез), Никола Крњајић (Савез за коњички спорт), Предраг Бошковић (Савез бициклиста), Славко Зубовић (Против авионска заштита и ватрогатство), Коста Ковачевић (Земљорадничке задруге) и Фрањо Мартинић (градитељи ХЕ Винодол).
Године 1953. ношено је шеснаест главних штафета, од чега су шест биле штафере спортских организација (ваздухопловци, планинари, коњаници, кајакаши, бициклисти и др). Носило их је више од 1.415.000 омладинаца, а прешле су пут дужи од 97.000 километара. Уочи рођендана ове године Тито је 23. маја 1953. примио представнике Савеза пионира из читаве земље, који су му први честитали рођендан. На дан 25. маја 1953. на Тргу републике организован је дочек штафета, након чега су их последњи носиоци предали Титу. Овогодишњи последњи носиоци били су — Исмет Салихспахић (Босна и Херцеговина), Чедо Шаревски (Македонија), Марио Врбанц (Словенија), Љиљана Костић (Србија), Иван Чаковец (Хрватска), Лука Бановић (Црна Гора), потпуковник Душан Батиница (ЈНА), потпуковник Владо Радевић (граничари ЈНА), Аница Краљ (Трст), Франц Цвитниг (Корушка), Драгиша Јешић (Савез бициклиста), Здравко Вуковић (Савез ваздухопловаца), Коча Јончић (Савез планинара), Љубомир Недељковић (Бродарски савез), Раде Бубало (Коњички савез) и Бошко Шнајдер (АМСЈ). Након пријема штафета, ове године је у дворишту Белог двора по први пут изведен гимнастички програм чланова Савеза за телесно васпитање „Партизан”, а завршну тачку програма извео је ансамбл народних игара Културно уметничког друштва „Бранко Цветковић”.

### 1954—1956.
У 1954. ношено је 11 главних штафета, које су прешле више од 109.000 километара, а носило их је преко 1.310.000 учесника. У сусрет 62 рођендану, Јосип Броз Тито примао је делегације радних колектива из целе Југославије, затим питомце Војне академије и друге делегације, а 21. маја је тада већ традиционално примио делегацију Савеза пионира, која му је прва честитала рођендан. Тих дана, одржаване су многобројне омладинске манифестације, спортска такмичења и смотре. Дочек 11 главних штафета 25. маја 1954. организован је на Тргу републике у Београду, одакле су последњи носиоци отишли на Дедиње и предали их Титу. Након пријема штафета, ове године је по други пут изведен гимнастички програм у коме су учествовали чланови Савеза за телесно васпитање „Партизан”. У току свечаног програма, пред Бели двор је слетело јато голубова писмоноша, који су Титу донели поздраве Савеза одгајивача птица Југославије. Последњи носиоци штафете, ове године су били — Софија Драшковић (Босна и Херцеговина), Магдалена Старова (Македонија), Марија Шкаработ (Словенија), Вељко Лазаревић (Србија), Перица Влашић (Хрватска), Ђорђе Перуновић (Црна Гора), Станко Чернич (Корушка), Емил Гомбач (Трст), мајор Јанез Коцијанчић (ЈНА), капетан Најдан Лазаревић (граничари ЈНА) и Цветко Иванов (Савез планинара). Најдужи пут прешла је штафета Савеза планинара Југославије, која је 1. фебруара 1954. пошла са Титовог врха на Шар-планини и за 114 дана колико је путовала обишла планинске врхове Јакупице, Брегалнице, Сињајевине, Ловћена, Романије, Велебита, Снежника, Караванки и др.
Десету годишњицу од установљена ношења Титове штафете 1955. обележило је ношење великог броја локалних штафета (укупно 542), као и осам главних штафета, које су прешле пут дуг 96.000 километара, а носило их је 1.400.000 младих. Морнари трговачке флоте своју су штафету понели бродом „Романија” са обала Индије, а на Средњем истоку су је предали морнарима са брода „Титоград”. У Средоземном мору штафету је примио брод „Загреб”, а кроз Јадранско море је пронео брод „Алекса Шантић”. Како је ово била јубиларна година Титове штафете, завршна свечаност у Београду одржана је другачије него претходних година — уместо на Тргу републике, дочек штафета организован је на стадиону ЈНА, где је овој свечаности присуствовало око 50.000 људи. Након дочека штафета, одржани су поздравни говори, а потом изведен спортски програм чланова СТВ „Партизан” и војника Београдског гарнизона ЈНА. Носиоце осам главних штафета Тито је примио у Белом двору, где је изведен мањи гимнастички програм. Последњи носиоци штафета 1955. били су — Рудолф Сарафин (Босна и Херцеговина), Ефрен Циковски (Македонија), Милан Смерду (Словенија), Вера Матић (Србија), Милка Бабовић (Хрватска), Васо Лакичевић (Црна Гора), Ђоко Торбица (ЈНА) и Лука Обрадовић (граничари ЈНА).
Последње године ношења Титове штафете организовано је ношење седам главних штафета — шесет републичких и штафета припадника ЈНА, које су прешле више од 63.000 километара, а носило их је преко 1.200.000 младих. Дочек штафета органозован је на стадиону ЈНА, у присуству преко 50.000 гледалаца, одакле су се последњи носиоци упутили према Белом двору, где их је примио Јосип Броз Тито, који је у говору након пријема штафета истакао — „желио бих да 25. мај буде увијек смотра наше младости, желио бих да то буде дан спорта наше југословенске омладине, дан физичке и духовне смотре”. Потом је у пратњи последњих носилаца дошао на стадион, где су присуствовали масовној гимнастичкој вежби у којој су учествовали млади вежбачи из целе земље, као и питомци Војне академије. Последњи носиоци штафете ове године били су — Фатима Тафаиловић (Босна и Херцеговина), Љиљана Сенокозлиска (Македонија), Саша Бижал (Словенија), Мића Новаковић (Србија), Илија Кончар (Хрватска), Дана Лаушевић (Црна Гора) и поручник Милан Кеча (ЈНА).

### Табеларни приказ 1
| година | број штафета | штафете | број учесника | пређено километара | реф    |
| ------ | ------------ | --- | ------------- | ------------------ | ------ |
| 1945.  | 9            | 1. Босна и Херцеговина, 2. Македонија, 3. Словенија, 4. Србија, 5. Хрватска, 6. Црна Гора, 7. Југословенска армија, 8. Трст и Јулијска крајина и 9. Шумадија | ≥ 12.500      | ≥ 9.000            | [ 40 ] |
| 1946.  | 11           | 1. Босна и Херцеговина, 2. Македонија, 3. Словенија, 4. Србија, 5. Хрватска, 6. Црна Гора, 7. Југословенска армија, 8. Трст, 9. Јулијска крајина и Истра, 10. ОРА Брчко—Бановићи и 11. Београд | 49.187        | ≥ 12.000           | [ 41 ] |
| 1947.  | 12           | 1. Босна и Херцеговина, 2. Македонија, 3. Словенија, 4. Србија, 5. Хрватска, 6. Црна Гора, 7. Југословенска ратна морнарица, 8. Југословенско ратно ваздухопловство, 9. Југословенска армија (копнена војска), 10. ОРА Шамац—Сарајево, 11. Савез пионира и 12. Београд | ≥ 100.000     | ≥ 29.000           | [ 42 ] |
| 1948.  | 14 (15)      | 1. Босна и Херцеговина, 2. Македонија, 3. Словенија, 4. Србија, 5. Хрватска, 6. Црна Гора, 7. Југословенска ратна морнарица, 8. Југословенско ратно ваздухопловство, 9. Југословенска армија (копнена војска), 10. Савез пионира, 11. ОРА ауто-пут Београд—Загреб, 12. ОРА Нови Београд, 13. Трст, 14. Београд и 15. Бугарска | ≥ 150.000     | ≥ 43.000           | [ 43 ] |
| 1949.  | 15           | 1. Босна и Херцеговина, 2. Македонија, 3. Словенија, 4. Србија, 5. Хрватска, 6. Црна Гора, 7. Југословенска ратна морнарица, 8. Југословенско ратно ваздухопловство, 9. Југословенска армија (копнена војска), 10. Југословенска армија (граничне јединице), 11. Савез пионира, 12. ОРА ауто-пут Београд—Загреб, 13. ОРА Нови Београд, 14. Трст и 15. Београд | 605.564       | ≥ 68.000           | [ 16 ] |
| 1950.  | 14           | 1. Босна и Херцеговина, 2. Македонија, 3. Словенија, 4. Србија, 5. Хрватска, 6. Црна Гора, 7. Југословенска армија, 8. Југословенска армија (граничне јединице), 9. Београд, 10. Трст, 11. Корушка, 12. Савез пионира, 13. ОРА Нови Београд и 14. Сељачке радне задруге Војводине | ≤ 1.000.000   | ≥ 93.000           | [ 44 ] |
| 1951.  | 16           | 1. Босна и Херцеговина, 2. Македонија, 3. Словенија, 4. Србија, 5. Хрватска, 6. Црна Гора, 7. Југословенска армија, 8. Југословенска армија (граничне јединице), 9. Београд, 10. Трст, 11. Корушка, 12. Савез пионира, 13. Савез бораца, 14. Савез планинара, 15. Савез ваздухопловаца и 16. ОРА Бања Лука—Добој | ≤ 1.500.000   | ≥ 128.000          | [ 45 ] |
| 1952.  | 23           | 1. Босна и Херцеговина, 2. Македонија, 3. Словенија, 4. Србија, 5. Хрватска, 6. Црна Гора, 7. Југословенска народна армија, 8. Југословенска народна армија (граничне јединице), 9. Београд, 10. Трст, 11. Корушка, 12. Савез пионира, 13. Савез планинара, 14. Савез бициклиста, 15. Савез помораца, 16. Савез ваздухопловаца, 17. Стрељачки савез, 18. Савез за коњички спорт, 19. Поморско-бродарски савез, 20. АМСЈ, 21. Против авионска заштита и ватрогатство, 22. Земљорадничке радне задруге Војводине и 23. градитељи ХЕ Винодол | ≤ 1.500.000   | ≥ 130.000          | [ 46 ] |
| 1953.  | 16           | 1. Босна и Херцеговина, 2. Македонија, 3. Словенија, 4. Србија, 5. Хрватска, 6. Црна Гора, 7. Југословенска народна армија, 8. Југословенска народна армија (граничне јединице), 9. Трст, 10. Корушка, 11. Савез планинара, 12. Савез бициклиста, 13. Савез ваздухопловаца, 14. Коњички савез, 15. Бродарски савез и 16. АМСЈ | ≈ 1.415.000   | ≥ 93.000           | [ 45 ] |
| 1954.  | 11           | 1. Босна и Херцеговина, 2. Македонија, 3. Словенија, 4. Србија, 5. Хрватска, 6. Црна Гора, 7. Југословенска народна армија, 8. Југословенска народна армија (граничне јединице), 9. Трст, 10. Корушка, 11. Савез планинара | ≈ 1.130.000   | ≥ 109.000          | [ 47 ] |
| 1955.  | 8            | 1. Босна и Херцеговина, 2. Македонија, 3. Словенија, 4. Србија, 5. Хрватска, 6. Црна Гора, 7. Југословенска народна армија, 8. Југословенска народна армија (граничне јединице) | ≥ 1.400.000   | ≥ 96.000           | [ 48 ] |
| 1956.  | 7            | 1. Босна и Херцеговина, 2. Македонија, 3. Словенија, 4. Србија, 5. Хрватска, 6. Црна Гора, 7. Југословенска народна армија | ≥ 1.200.000   | ≥ 63.000           | [ 49 ] |

## Дан младости
„... желио бих да 25. мај буде увијек смотра наше младости, желио бих да то буде дан спорта наше југословенске омладине, дан физичке и духовне смотре”

— из говора Јосипа Броза Тита 
25. маја 1956.
Иницијативом Јосипа Броза Тита да се 25. мај не обележава као његов рођендан, већ као дан младих и дан спорта, настале су значјане промене у организацији ове манифестације. Стваљајући свој рођендан у други план, Тито је покушао да се дистанцира од култа личности, поготово након догађаја у Совјетском Савезу, где је после 20. конгреса КПСС, одржаног фебруара 1956. отпочео критички осврт на неприкосновени култ Јосифа Стаљина. Након Титове иницијативе, разне друштвено-политичке организације разматрале су могуће начине обележавања 25. маја и расправљале о имену ове манифестације. На пленуму Централног комитета Народне омладине Југославије (НОЈ) 24. јануара 1957. донета је одлука да се манифестација зове Дан младости, а према програму њеног обележавања, који је израдио Централни комитет НОЈ 8. фебруара 1957, одлучено је да се уместо дотада више главних штафета носи само једна штафетна палица — Штафета младости. Међу тада изнетим предлозима, било је предлога да 25. мај буде школски празник, као и могућност да убудуће буде званични државни празник. Услед великог броја спортских и културних активности које је требало уприличити поводом штафете предлагано је и да прослава траје седам дана (од 19. до 25. маја). Облик и карактер маинфестација, које су организоване приликом проласка штафете, одређивали су организациони одбори градова, кроз које је штафета пролазила. Најчешће су то били — републичка спортска такмичења, кампови феријалаца, смотре хорова, каравани младости, дефилеи младих и др.

### Штафета младости
Главни симбол Дана младости била је Штафета младости. У периоду 1945—1956. ношено је безброј локалних штафета, које су се сливале у токове главних, а предаване су локалним функционерима на скуповима организованим у седиштима округа. Главних штафета било је такође више, али је њихов број варирао из године у годину, а сталне су биле само штафете шест народних република и штафета Југословенске народне армије. Остале штафете, којих је некад било и више од десет мењале су се у зависности од актуелне друштвено-политичке ситуације. ЈНА је у одређеном периоду имала по неколико штафета, које су посебно носили припадници различитих родова (ваздухопловство, морнарица, копнена војска), а од 1949. и почетка инцидената на границама Југославије са земљама Информбироа, за време политичког сукоба Тита и Стаљина, ношена је штафета граничних јединица ЈНА, која је пролазила дуж читаве границе СФРЈ. Током Тршћанске кризе (1945—1954), као и проблема око југословенско-аустријске границе у Корушкој, ношене су штафете омладине Јулијске крајине, Трста и Корушке. Поред њих, ношене су и штафете разних друштвено-политичких организација, спортских друштава, као и штафете учесника омладинских радних акција и др. Јосип Броз Тито примао је сваког 25. маја само главне штафете, док су остале локалне штафете слате у Кабинет председника Републике, одакле су 1962. предате Музеју „25. мај”. У Музеју Југославије данас се налази збирка од око 20.000 штафета.
Увођењем јединствене Штафете младости 1957. манифестовала се идеја заједништва јер су примањем, ношењем и предавањем штафете повезани сви који су је држали у руци, али и они који су је видели и поздравили. Такође, штафета је повезивала све крајеве Југославије кроз које је пролазила, а траса је пажљиво бирана — поред планинских венаца и неприступачних крајева, штафета је пролазила кроз места која су била попришта значајних битака из Народноослободилачког рата, али и места која су били симболи социјалистичке обнове и изградње. За полазну тачку штафете, у одређеним годинама, узимана су места којима су обележавани одређени јубилеји — 1958. штафета је пошла са Тјентишта поводом петанестогодишњице битке на Сутјесци, 1959. из Загреба поводом четрдесетогодишњице оснивања Комунистичке партије Југославије, 1961. из Титовог Ужица поводом двадесетогодишњице устанка, 1963. из Јајца поводом двадесетогодишњице Другог заседања АВНОЈ-а, 1966. из Рудог поводом двадесетпетогодишњице формирања Прве пролетерске биргаде, 1969. из Дрвара поводом двадесетпетогодишњице десанта на Дрвар и др. Носиоце штафете, посебно први који је започињао ношење и последњи који је предавао штафету, пажљиво су бирани међу најбољим ученицима, студентима и радницима, углавном радничког или земљорадничког порекла, који су били политички подобни, а морали су бити заступљени припадници оба пола, као и припадници свих народа и народности из свих република и покрајина СФРЈ.
Штафетне палице израђиване су од дрвета и метала, а неретко са елементима злата и сребра и додатком драгог камења, а на врху су обично имале звезду петокраку, буктињу или грб Југославије. За ауторе Штафета младости, од 1957. бирани су истакнути југословенски уметници. Вајар Владета Петрић и сликар Бошко Карановић били су аутори првих седам Штафета младости (1957—1963), а потом је сваке године биран други аутор — Петар Хаџи Бошков (1964); Драган Вукчевић (1965); Богољуб Теофановић (1966); Томислав Остоја (1967); Анте Килић (1968); Алија Кучукалић (1969); Борислав Куриљевић, Марк Дешпали и Зеф Делзиха (1970); Негован Немец (1971 и 1983); Јован Солдатовић (1972), Александар Пријић (1973); Тоне Андреески (1974); Анте Јакић (1975); Миливоје Унковић и Ратко Лалић (1976); Сава Симић (1977 и 1982); Маљ Муртај (1978); Милена Бранисељ (1979); Ласло Силађи (1980); Зорица Јанковић (1981); Миломир Марковић (1984); Драган Перовић (1985); Мухамед Алу (1986) и Владимир Пездириц (1987).

### Слет на стадиону ЈНА
Поред штафете, један од главних симбола Дана младости био је слет (гимнастичка приредба) која је одражавана на стадиону ЈНА у Београду. Иако је у почетку био искључиво спортска манифестација, слет је временом добио музичко-забавни карактер. Историја масовних гимнастичких слетова у Југославији везана је за соколски гимнастички систем, који је након Другог светског рата наставио да примењује Савез за телесно васпитање „Партизан”. Први гимнастички програм поводом рођендана Јосипа Броза Тита изведен је 25. маја 1953. у Белом двору, као и наредне 1954. године. Приликом обележавања десетогодишњице ношења Титове штафете, дочек носилаца штафете у Београду 25. маја 1955. организован је на стадиону ЈНА, уместо до тада на Тргу републике. Свечаности на стадиону присуствовало је око 50.000 људи, а спортски програм извели су чланови СТВ „Партизан” и војници Београдског гарнизона ЈНА. Дочек штафете на стадиону уприличен је поново 25. маја 1956, а овог пута свечаности је присуствовао и Јосип Броз Тито, који је са супругом Јованком, из свечане ложе посматрао програм који су изводили вежбачи из целе земље, као и питомци Војне академије. Након претварања прославе 25. маја у Дан младости 1957. гимнастички слет постао је обевезни део програма обележавања ове манифестације на којој је Титу предавана Штафета младости. У периоду од 1957. до 1979. Јосип Броз Тито само три пута није присуствовао слету на стадиону — 1967. и 1968. предаја штафете организована је у Белом двору, а 1978. на Брионима.
Каснијих година је за завршну свечаност Дана младости, као и за ликовни нацрт штафете, расписаван конкурс, а комисија у промењивом саставу је бирала најбоље решење. У почетку су то били класични гимнастички слетови са атлетским такмичењима — пионирска трка, трка на 110 метара са препонама, трка на 800 метара, вежбе са вијачом и обручом, вежбе на справама, групна вежба са пушком и др. Музику за прве слетове су између осталих компоновали Бојан Адамич и Душан Сковран, а временом је слет све више добијао музичко-забавни карактер, у чијој су релаизацији учествовали познати музички и позоришни уметници из читаве земље. Завршна приредба је сваке године имала други симболични назив. Након Титове смрти, 1980. слет је и даље био централни догађај прославе Дана младости, а штафету је уместо њега примао председник Савеза социјалистичке омладине (ССОЈ). Временом је приредба трпела све веће кртике, а посебно 1983. јер се у сценографији налазила Титова статуа висока 9,6 метара. Касније су се појавиле примедбе зашто се завршна свечаност одржава на стадиону и зашто увек у Београду. Како би се осавременио програм, анагажован је већи број музичких група, али су се упркос томе јављале критике на рачун слета. Након скандала, који се 1987. догодио у вези са Штафетом младости, она је укинута почетком наредне године. Слет на стадиону ЈНА последњи пут је изведен 25. маја 1988, а званично је укинут 24. марта 1989. одлуком Савезне конферецније ССО Југославије, која се уместо слета одлучила за нову фестивалску концепцију прославе Дана младости.

### Табеларни приказ 2
| година | штафета                                         | штафета                                      | штафета | назив слета                                            | реф    |
| година | аутор/и                                         | материјал                                    | висина  | назив слета                                            | реф    |
| ------ | ----------------------------------------------- | -------------------------------------------- | ------- | ------------------------------------------------------ | ------ |
| 1957.  | Владета Перић и Бошко Карановић                 | дрво, сребро и корали                        | 41      |                                                        | [ 64 ] |
| 1958.  | Владета Перић и Бошко Карановић                 | сребро                                       | 36      |                                                        | [ 64 ] |
| 1959.  | Владета Перић и Бошко Карановић                 | сребро                                       | 38      |                                                        | [ 64 ] |
| 1960.  | Владета Перић и Бошко Карановић                 | сребро                                       | 37      |                                                        | [ 64 ] |
| 1961.  | Владета Перић и Бошко Карановић                 | сребро                                       | 34      |                                                        | [ 64 ] |
| 1962.  | Владета Перић и Бошко Карановић                 | посребрена бронза                            | 31      |                                                        | [ 64 ] |
| 1963.  | Владета Перић и Бошко Карановић                 | посребрена и позлаћена бронза                | 34      |                                                        | [ 64 ] |
| 1964.  | Петар Хаџи Бошков                               | дрво и сребро                                | 34      | Дрвар незаборавна барикада револуције                  | [ 64 ] |
| 1965.  | Драган Вукчевић                                 | посребрена бронза                            | 41      |                                                        | [ 64 ] |
| 1966.  | Богољуб Теофановић                              | посребрена бронза и злато                    | 41      |                                                        | [ 64 ] |
| 1967.  | Томислав Остоја                                 | бронза                                       | 42      |                                                        | [ 64 ] |
| 1968.  | Анте Килић                                      | поникловани месинг, сребро, позлата и стакло | 40      |                                                        | [ 64 ] |
| 1969.  | Алија Кучукалић                                 | бронза                                       | 45      | Заставе срца, мирно                                    | [ 64 ] |
| 1970.  | Борислав Куриљевић, Марк Дешапали и Зеф Делзиха | сребро                                       | 42      | Слобода надахњује                                      | [ 64 ] |
| 1971.  | Негован Немец                                   | алуминијум                                   | 54      |                                                        | [ 64 ] |
| 1972.  | Јован Солдатовић                                | дрво, сребро, позлата и стаклена паста       | 54      | Ово се време памти по нама                             | [ 65 ] |
| 1973.  | Александар Приљић                               | дрво и злато                                 | 53      | Јачај све моћнија                                      | [ 65 ] |
| 1974.  | Тоне Андреески                                  | сребро                                       | 47      |                                                        | [ 65 ] |
| 1975.  | Анте Јакић                                      | дрво, сребро и позлата                       | 46      | Свет за сутра                                          | [ 65 ] |
| 1976.  | Миливоје Унковић и Ратко Лалић                  | посребрена бронза                            | 44      | Знамо свој пут                                         | [ 65 ] |
| 1977.  | Сава Симић                                      | посребрена и позлаћена бронза                | 47      | На Титовом путу                                        | [ 65 ] |
| 1978.  | Маљ Муратај                                     | сребро, позлата и кристали                   | 49      | Наше јуче, данас и сутра                               | [ 65 ] |
| 1979.  | Милена Бранисељ                                 | метал и стакло                               | 48      | Генерација самоуправљача                               | [ 65 ] |
| 1980.  | Ласло Силађи                                    | позлаћена бронза                             | 46      | Тито — то смо сви ми                                   | [ 65 ] |
| 1981.  | Зорица Јанковић                                 | бронза                                       | 49      | И после Тита — Тито                                    | [ 65 ] |
| 1982.  | Сава Симић                                      | бронза                                       | 47      | Дан младости 82                                        | [ 65 ] |
| 1983.  | Негован Немец                                   | бронза и позлата                             | 46      | Титово доба                                            | [ 65 ] |
| 1984.  | Миломир Марковић                                | бронза и позлата                             | 44      | Прамалетје што си ми зелене                            | [ 65 ] |
| 1985.  | Драган Перовић                                  | позлаћена бронза                             | 44      | Да свет светлији буде                                  | [ 65 ] |
| 1986.  | Мухамед Алиу                                    | позлаћена бронза                             | 46      | Пробуди се несшто се дешава, и твоја се судбина решава | [ 65 ] |
| 1987.  | Владимир Пездриц                                | плексиглас и метал                           | 33      | Упалите светло                                         | [ 65 ] |

## Дан младости 1957—1987.

### 1957—1959.
Прве године обележавања Дана младости, Штафета младости кренула је 5. маја 1957. из Титовог родног места Кумровеца, а њен први носилац био је двадесетчетворогодишњи земљорадник Вилим Броз. Свечаности поласка Штафете присуствовао је Мика Шпиљак секретар Извршног комитета ЦК СК Хрватске. Истог дана штафета је стигла у Цеље, одакле је наставила свој пут кроз Југославију пролазећи правцем — Трбовље, Љубљана, Сежана, Пула, Ријека, Загреб, Сисак, Бања Лука, Зеница, Сарајево, Мостар, Невесиње, Дубровник, Херцег Нови, Титоград, Иванград, Призрен, Битољ, Прилеп, Титов Велес, Скопље, Лесковац, Ниш, Крагујевац, Шабац, Сремска Митровица, Нови Сад, да би 25. маја стигла у Београд. За двадесет дана колико је ношена прва Штафета младости она је прешла укупно 58.325 километара, а носило је преко 850.000 учесника. Завршна свечаност Дана младости одржана је на стадиону ЈНА у Београду, где је више хиљада младих извело приредбу са гимнастичким вежбама (слет), у којој су између осталих уествовали београдски средњошколци, чланови Савеза за телесно васпитање „Партизан”, слушаоци Више школе за физичку културу, питомци Војне академије ЈНА и др. У току свечаности председник Народне омладине Југославије Мико Трипало предао је Штафету младости Јосипу Брозу Титу.

### 1985—1989.
Године 1987, у Југославији је избио скандал када је у Словенији објављено идејно решење љубљанског дизајнерског атељеа „Нови колективизам“, у ствари је био преправљени немачки нацистички плакат, копија дела „Трећи рајх“ Рихарда Клајна. Чак и решење које је на крају усвојено, разликовало се од претходних штафета. Урађена је од плексигласа, са осам капи крви које, гледано из данашње перспективе, могу наговештавати почетак проливања крви на овим просторима.
Те 1987. године, последњи пут је на београдском стадиону одржана приредба поводом Дана младости. Дана 26. јануара 1988. године ССОЈ је укинуо приредбу слета, која је била веома популарна.

## Носиоци Штафете младости
| година | датум поласка штафете | место поласка штафете     | први носилац штафете                                                                 | пређено километара | последњи носилац штафете | реф |
| ------ | --------------------- | ------------------------- | ------------------------------------------------------------------------------------ | ------------------ | --- | --- |
| 1957.  | 5. мај                | Кумровец                  | Вилим Броз земљорадник из Кумровеца                                                  | 58.325             | Мико Трипало председник ЦК Народне омладине Југославије                                                                                     |     |
| 1958.  | 27. април             | Долина хероја, Тјентиште  | Миленко Рончевић учитељ из Поповог Моста, код Фоче                                   |                    | Мића Прелић члан Штаба ОРА ауто-пут Љубљана—Загреб и члан ЦК Народне омладине Југославије                                                   |     |
| 1959.  | 20. април             | Загреб                    | Јосип Гргурић студент из Загреба                                                     |                    | Станка Горишек радница „Цинкарне” из Цеља                                                                                                   |     |
| 1960.  | 20. април             | Ђевђелија                 | Миља Ашанин учесница ОРА ауто-пут „Братство-јединство”                               | ≥ 5.500            | Миле Гавритов машински техничар фабрике „Македонка” из Штипа                                                                                |     |
| 1961.  | 8. април              | Титово Ужице              | Милисав Видаковић секретар СК Народне омладине Титовог Ужица                         | ≥ 7.000            | Слободан Јовановић металостругарски радник из Титовог Ужица                                                                                 |     |
| 1962.  | 7. април              | Јесенице                  | Лудвик Зајц радник Железаре у Јесеницама и репрезентивац СФРЈ у смучарским скоковима |                    | Фуада Миџић студенткиња из Сарајева |     |
| 1963.  | 14. април             | Јајце                     | Јованка Мрђен матуранткиња из Јајца                                                  |                    | Момчило Кнежевић ученик из Пљеваља |     |
| 1964.  | 30. април             | Скопље                    | Грозда Чурапова ученица гимназије из Скопља                                          | ≥ 7.000            | Јосип Харцет радник из Загреба |     |
| 1965.  | 25. април             | Титоград                  | Драган Милић ученик гимназије из Титограда                                           | 6.877              | Мирослав Церар репрезентативац СФРЈ у гимнастици                                                                                            |     |
| 1966.  | 24. април             | Рудо                      | Стојан Тешевић председник ОК Савеза омладине Рудог                                   | ≥ 8.500            | Мирко Анжел потпоручник Југословенске народне амрије                                                                                        |     |
| 1967.  | 29. април             | Загреб                    | Мирко Примц ученик гимназије из Загреба                                              |                    | Миодраг Струњаш ученик из Пљеваља |     |
| 1968.  | 30. април             | Градилиште ХЕ „Ђердап”    | Ђорђе Мандић радник на изградњи ХЕ „Ђердап”                                          | ≥ 8.500            | Едвард Франковић аутомеханичар из Пазина |     |
| 1969.  | 10. април             | Титова пећина, Дрвар      | Гојко Кнежевић ученик из Дрвара                                                      | ≥ 10.000           | Катица Стефановић аситент Техничког факултета у Нишу                                                                                        |     |
| 1970.  | 19. април             | Ландовица, Призрен        | Башким Намљеђиу техничар из Призрена                                                 | ≥ 12.000           | Љиљана Жежова ученица гимназије из Скопља                                                                                                   |     |
| 1971.  | 12. април             | Титово брдо у Копру       | Игор Жерјал ученик гимназије из Копра и омладински репрезентативац у гимнастици      |                    | Назије Јањева радница Комбината „Косово” из Приштине                                                                                        |     |
| 1972.  | 15. април             | Иришки венац, Фрушка гора | Снежана Цветковић ученица основне школе из Новог Сада                                | ≥ 11.000           | Бранко Мандић машинбраварски радник предузећа „Комбитекс“ из Бихаћа                                                                         |     |
| 1973.  | 7. април              | Колашин                   | Милан Шпаровић студент Више поморске школе из Котора                                 | ≥ 5.000            | Милан Иветић металски радник из Кикинде |     |
| 1974.  | 6. април              | Титов Велес               | Лазар Сикаровски металуршки радник Топионице из Титовог Велеса                       | ≥ 13.000           | Војко Махнич радник-алатничар из Изоле |     |
| 1975.  | 30. март              | Лабин                     | Ингрид Жулијани ученица из Лабина                                                    |                    | Вјера Беговић студенткиња из Титограда |     |
| 1976.  | 1. април              | Брчко                     | Ана Пајић радница предузећа „Интерплет” из Брчког                                    |                    | Миливоје Миша Маричић земљорадник из Селевца, код Смедеревске Паланке                                                                       |     |
| 1977.  | 27. март              | Ниш                       | Драгослав Митровић радник Машинске индустрије из Ниша                                |                    | Марица Лојен ученица из Кумровеца |     |
| 1978.  | 26. март              | Стари Трг, Трепча         | Рахим Мехмети рударски техничар рудника „Трепча”                                     |                    | Чеде Ђорђески студент из Скопља |     |
| 1979.  | 24. март              | Равне на Корошкем         | Јоже Јурак, Макс Крагелник и Винко Крајнц радници железаре у Ранем на Корошкем       |                    | Саније Хисени студенткиња из Приштине |     |
| 1980.  | 23. март              | Нови Сад                  | Зоран Остојић металостругарски радник из Новог Сада                                  |                    | штафета није предата због Титове смрти, а Брано Миљуш председник ССО БиХ положио је штафету на одар Јосипа Броза Тита на дан његове сахране |     |
| 1981.  | 22. март              | Титоград                  | Рајко Вујотић радник предузећа „Радоје Дакић” из Титограда                           |                    | Иван Ижак машинбраварски радник из Беочина                                                                                                  |     |
| 1982.  | 21. март              | Прилеп                    | Татјана Атанасовска ученица из Прилепа                                               |                    | Цирил Заплотник земљорадник из Заплотника, код Крања                                                                                        |     |
| 1983.  | 26. март              | Задар                     | Марјан Матешић радник из Задра                                                       |                    | Миодраг Мрдак официр дуге пловидбе из Котора                                                                                                |     |
| 1984.  | 24. март              | Мостар                    | Невенка Томовић јуниорски и сениорски првак у пуцању из ваздушне пушке               |                    | Милибор Антовић рудар из Бора |     |
| 1985.  | 23. март              | Крагујевац                | Радослав Јеремић металостругарски радник „Завода Црвена застава” из Крагујевца       |                    | Зоран Вигњевић јуниорски првак у стрељаштву са Крка                                                                                         |     |
| 1986.  | 22. март              | Пећ                       | Леонора Кондироли ученица ОШ „Боро Вукмировић” из Пећи                               |                    | Татјана Додевска приправница у СУП у Куманову                                                                                               |     |
| 1987.  | 21. март              | Кредарица, Триглав        | Јанез Јеглич алпиниста из Домжала                                                    |                    | Рајмонда Брошај ученица ОШ „Вук Караџић” из Гњилана                                                                                         |     |

## Галерија
- Приношење штафетне палице 1972. године у Пироту
- Дочек штафете 1972. године у Пироту
- Најављивање штафете 1972. године у Пироту
- Дочек штафете 1972. године у Пироту
- Свечани говор поводом даривања штафете 1972. године у Пироту
- Пирот, 1972. године
- Штафета младости, Добој, 1961. године
- Слет у Неготину поводом Дана младости 1954.
- Симболичне игре деце, Неготин, 1954.
- Дефиле улицама пре почетка слета, Неготин, 1954.
- Поворку младих пратили су и грађани, Неготин, 1954.
- Интонирање химне за почетак слета, Неготин, 1954.
- Штафете младости - Музеј Републике Српске